# 斎木健次
斎木 健次（さいき けんじ、1959年8月7日 - ）は、任天堂でコンピューターゲームのデバッグ組織を作った人物。1993年にアルバイトでデバッグを行う『マリオクラブ』という組織を立ち上げ、約20年に渡ってその組織の運営管理に携わってきた。

## 経歴
1982年 任天堂に入社。東京支店営業部に配属。1991年 京都本社に異動。1993年 任天堂から発売されるすべてのソフトのデバッグを行う組織『マリオクラブ』を立ち上げた。当時関わったメンバーは、斎木のほかに橋本徹、伊豆野敏晴などである。その組織は、2009年 任天堂株式会社から分社化し『マリオクラブ株式会社』となる。それに伴い、在籍していたアルバイトはすべて契約社員となった。斎木は 2012年まで『マリオクラブ株式会社』の部長職としてデバッグ業務の運営管理を担っていた。